# Pertheville-Ners
Pertheville-Ners är en kommun i departementet Calvados i regionen Normandie i norra Frankrike. Kommunen ligger i kantonen Falaise-Sud som ligger i arrondissementet Caen. År 2022 hade Pertheville-Ners 236 invånare.

## Befolkningsutveckling
Antalet invånare i kommunen Pertheville-Ners
Referens:INSEE